# 六歌仙容彩
『六歌仙容彩』（ろっかせん すがたのいろどり、六歌仙姿粉、六歌仙容紋とも）とは、歌舞伎および日本舞踊の演目のひとつ。天保2年（1831年）3月、江戸中村座にて初演。初演の時には外題を「うたあわせすがたのいろどり」と読ませた。通称『六歌仙』。

## 解説
『古今和歌集』の序文に記された六人の歌詠み「六歌仙」を題材とし、小野小町を除いた遍照、文屋康秀、在原業平、喜撰、大友黒主の五人を二代目中村芝翫（のちの四代目中村歌右衛門）が早替りで演じ踊り分けるという所作事として出されたものである。作者は松本幸三、作曲は十代目杵屋六左衛門と清元斎兵衛、振付けは四代目西川扇蔵と中村勝五郎。
六歌仙を芝居や音曲に取り上げることはこの『六歌仙容彩』以前すでにあり、特に寛政元年（1789年）に大坂中の芝居で上演された『化粧六歌仙』（よそおいろっかせん）は本演目のもとになった。内容は初代嵐雛助扮する仕丁が遍照ほか五人の歌人に化けて小町を口説くが、実はその仕丁は天下を狙う謀反人であることが最後にはあらわれるといったものである。これをもとに『六歌仙容彩』は大薩摩節、長唄、清元節を使った所作事とし、遍照ほか五人が小町に恋の思いを訴えるがいずれも袖にされ、最後は黒主が天下を狙う謀反人と見顕されて幕となる。ただし本来は遍照ほか五人の男性歌人をひとりの役者が早替りで演じるものだったが、のちにはこの五人を各々別の役者が演じるようになり、さらに康秀と喜撰のくだりだけを各々『文屋』、『喜撰』と称し単独の演目として上演することがある。以下、それぞれの内容について解説する。

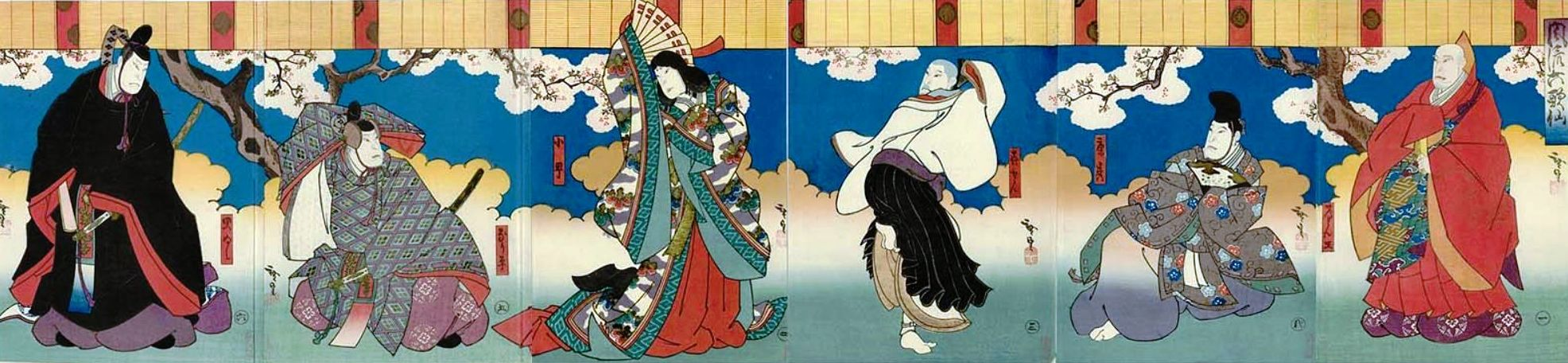
「風流六歌仙」　右より四代目中村歌右衛門のへん正、康秀、喜せん、なり平、黒ぬし。小町は二代目中山南枝。嘉永5年（1852年）1月、大坂中の芝居。 五粽亭広貞画。

### 遍照
最初幕が開くと塀外の大道具でそこに仕丁たちが並び、話の筋を説明するせりふがあって引っ込むと、大道具を引いて御簾の下がる御殿の大道具になるが、近年では仕丁たちの出を略し、幕が開くとすぐに御殿の大道具で始まる。ここに官女たちが居並びこれもせりふの後、いよいよ六歌仙の登場となる。まず最初に出てくるのは遍照である。
遍照は緋の衣に九条袈裟という高位の僧侶のなりで下手より出て、小野小町への恋慕の思いを訴える。しかし官女たちに遍照は阻まれ、御簾が上がり小町も出てくるが、小町は遍照の思いに応えることがないので、遍照は意気消沈してその場を去る。小町も遍照を見送って官女たちとともに再び御簾の中に隠れる。
この「遍照」の地（伴奏）は初演の時には大薩摩節であったが、のちに曲を竹本に改めて上演されており、現行も専ら竹本を使うのが例となっている。大薩摩節の曲は長唄の曲目の中に残る。『六歌仙容彩』については七代目坂東三津五郎が『舞踊芸話』のなかで解説しており、七代目三津五郎は「遍照」のくだりについて「とりたててお話しすることはありません」（『舞踊芸話』、以下引用同じ）としているが、浄瑠璃の「白きを赤きと言わざりき」というところで、赤い衣の袖をまくって下の白い着付けを見せるのが面白い振りだと述べる。現行では「遍照」は本来の内容を短く切り詰めて済ませ、遍照が下手に引っ込むと早替りで康秀となって出る。古くは下手に几帳を立て、その陰に遍照が入って次の「文屋」に替わって出た。

### 文屋
烏帽子狩衣姿の文屋康秀が官女たちに追いかけられつつ下手から出てくる。ここから曲も竹本から清元節に代わる。康秀は官女たちに絡まれ、着ていた烏帽子と狩衣も脱がされる。結局康秀は目当ての小町に会うことはできずに、最後はその場を逃げ出す。
「文屋」の振付けや清元の詞章は平安時代の人物でありながら、江戸時代の風俗や事物を取り入れてくだけたものとなっており、さらにこの場に出る官女は加役、すなわち立役の役者たちが勤め、それが康秀を捕らえようとして転んだり康秀に抱きついたりする。しかし七代目三津五郎は「文屋は安公家のつもりで　とはいうものの、先づ気品が具わらなければならない」とし、「官女を相手の踊りも軽いうちに品よく踊るもの」と説いている。康秀と官女たちとの問答、そのあとの「富士や浅間の煙はおろか…」のあたりも見どころである。そして康秀がとど官女たちを蹴飛ばして上手へ引っ込むと、次の業平に替わるつなぎとして官女たちのせりふがあり、そのあとふたたび康秀を追いかけようと官女たちも引っ込む。
なお「文屋」には烏帽子を脱ぐ型と脱がない型の二通りがある。これは九代目市川團十郎がこの「文屋」を踊ったとき、烏帽子を脱がないように変えたのが伝わったものである。それは清元の浄瑠璃で「突きつけられて恥ずかしい」というところで、本来は康秀が官女に烏帽子を脱がされたのを取り返し、烏帽子で顔を隠して恥ずかしいという振りがあり、それが烏帽子をかぶったままの型では扇で顔を隠して恥ずかしいという振りを見せる。しかし「突きつけられて恥ずかしい」のあとで法印（山伏）を意味する浄瑠璃の文句と振付けになっているのは、烏帽子のない康秀の姿が江戸時代当時の法印の姿だったからで、烏帽子をとらずに法印の振りになることを八代目坂東三津五郎は、「別の踊りを拵えればいいのに、そうではないから文句と合わなくなっている」（『歌舞伎をつくる』）と述べており、これは親である七代目三津五郎も同じ意見だったという。

### 業平
舞台中央の御殿の御簾が上がり、そこに桜の枝を持った十二単姿の小町、老懸けの付いた冠の装束で矢を負い弓を持つ業平が現れる。曲は清元節から長唄へ代わる。業平は小町に思いのたけを訴えるが、やはり小町はこれにも応えることなく、業平を残しその場を去ってしまう。業平もこれには気落ちしつつ、本舞台から花道へと引っ込む。
「業平」は人気演目である「文屋」と「喜撰」の間に挟まれ、曲の長さもそれらのおよそ半分程度の内容であるが、七代目三津五郎はこの「業平」が『六歌仙』の中で一番難しいという。「好い男で、気品があって、色気があって、というのですから、ちょっと誰にでもというわけにはゆきません」と述べている。通しの上演に際し遍照、康秀、喜撰、黒主の四人はひとりの役者が演じ、業平だけは違う役者で演じた例も見られる。四代目歌右衛門が嘉永5年に大坂で『六歌仙』を勤めたとき、「業平」での背景を御簾のかかった御殿ではなく、「うしろ一面、芥川の遠見、舞台前、草土手」という大道具に変えて踊った。

### 喜撰
ここから大道具は御殿から屋外になる。喜撰法師が坊主の白い着付けに腰衣の姿、酒入りの瓢箪を括りつけた桜の枝をかたげ、花道より出てくる。本舞台に来ると、赤い前掛けをつけた茶汲み女が茶を持って喜撰に勧め、ここから喜撰と茶汲み女とのクドキや喜撰のチョボクレがあり、やがて茶汲み女はその場を去る。そこに端折傘を持った喜撰の弟子である所化（若い僧）たちが喜撰を迎えに来る。そこで興に乗って喜撰たちの住吉踊り、それにまぎれて喜撰はまたもどこかへいってしまう。弟子たちは喜撰を追いかける。
この「喜撰」は長唄と清元の掛合いで踊られる。現行では舞台面が桜の花咲く祇園の景色となっているが、古くはそれまでの大道具を段幕で隠し、そこに清元連中と長唄囃子連中が並ぶだけというごく簡単なものだったようである。曲の最初、清元の語り出しで「わが庵は、芝居の辰巳常磐町、しかも浮世を離れ里」とあるのは、『古今和歌集』にある「わがいほは　みやこのたつみ　しかぞすむ　よをうぢやまと　ひとはいふなり」という喜撰の歌と、二代目芝翫の江戸での住いが深川の常盤町（現在の江東区常盤）に在ったことを当て込む。茶汲み女とは茶屋に勤め茶の給仕をする女のことで、通しでは小町とこの茶汲み女をひとりの役者が二役で演じる。初演の時の番付を見ると役名が「茶や女」（茶屋女）とあるが、のちにこの茶汲み女は「祇園のお梶」という役名になっている。
「喜撰」は先の「文屋」と同様、曲の歌詞や振付けに江戸時代当時の風俗や事物がふんだんに取り入れられている。茶汲みが出て喜撰とのクドキから、喜撰が桜の枝を錫杖に見立ててのチョボクレ節、さらに所化たちとの住吉踊りなど、見どころは多い。また本来は願人坊主の大道芸だったチョボクレや住吉踊りを、同じ坊主ということで六歌仙の喜撰法師にやらせるという洒落のめした趣向となっている。七代目三津五郎はこの喜撰について「大悟した、洒脱な坊さんの心で踊るもの」であり、「足でも、身体でも、すべて立役と女形のあいだで踊るもので、それでないと、どうしても坊さんにはなりません」と述べている。
このあと本来は所化たちのせりふで間をつなぎ、所化たちが引っ込むと大道具が変って「黒主」になるが、現行では喜撰が舞台中央で合掌して立ち、その左右に所化たちが手を合わせて並んだところで幕を引き、場面を転換することがある。

### 黒主
「黒主」のくだりは初演以降演出が一定しておらず、その都度違っている。場面は屋内の御殿のこともあれば屋外のこともある。現行では最初の遍照と同様、短い曲となっており踊るところもない。
曲は長唄で場面は御所の奥庭、正面に長唄囃子連中が雛段に並び、雛段の中央が割れて左右に引かれると黒の冠装束の黒主、十二単で上着のもろ肌を脱いで襷がけをし、草紙を持った小町が台に乗って現れ押し出される。黒主が小町の詠んだ和歌が『万葉集』にある盗作だというと、小町が手にした『万葉集』の草紙を角盥で洗う。すると盗作といわれた歌だけが洗い流されるという謡曲『草紙洗小町』の趣向を見せる。さらに黒主の詠んだ歌が天下を呪う意があると小町が見破り、黒主が天下を覆そうという謀反の心をあらわすと捕手が出て、黒主と立回りがあって幕、といった内容が現在よく行なわれている。捕手は古くは仕丁だったが、現行では花四天である。
『六歌仙容彩』は四代目歌右衛門からその養子四代目中村芝翫が受け継ぎ演じたが、七代目三津五郎によれば『六歌仙』での四代目芝翫の早替りは驚くほどの早さで、舞台から引っ込むと衣裳を替えるのと同時に眉をすばやく描き直し、あっという間に替わって出たので、そのあまりの早さに相手役の小町・茶汲みを勤める役者のほうが慌てたという。そして五役を踊り通し「幕になってもけろりとしたもので、お茶ひとつ飲もうともしませんでした。自分で楽しんでいるという風な踊りでありました」と伝えている。

## 初演の時の主な役割
- 遍照、文屋康秀、業平、喜撰法師、黒主（五役）…二代目中村芝翫
- 小野小町、茶屋女（二役）…二代目岩井粂三郎

## その他
1940年（昭和15年）、警視庁は六代目尾上菊五郎出演の『六歌仙容彩』に対して上演中止を命令した。「遍照」、「文屋」、「喜撰」の踊りが退廃的であるという理由であった。